# 43 a.C.
43 a.C. foi um ano comum do século I a.C. que durou 365 dias. De acordo com o Calendário Juliano, o ano teve início e terminou a uma segunda-feira. a sua letra dominical foi G.
| Ano completo                         |
| ------------------------------------ |
| Ano comum com início à segunda-feira |

## Eventos
- Caio Víbio Pansa Cetroniano e Aulo Hírcio, cônsules romanos. À frente de suas legiões, Otaviano se fez nomear cônsul com Quinto Pédio depois da morte dos dois. Quando Pédio faleceu e Otaviano foi nomeado triúnviro, Caio Carrinas e Públio Ventídio Basso foram nomeados cônsules sufectos.
- Segundo ano da Revolta Siciliana, liderada por Sexto Pompeu.
- Segundo ano da Guerra de Mutina entre as forças herdeiras de Júlio César: seu herdeiro, Otaviano, com o apoio do Senado (inflamado por Cícero), e seu braço direito, Marco Antônio.
  - As forças de Otaviano vencem as de Marco Antônio na Batalha do Fórum dos Galos, mas o cônsul Víbio Pansa é ferido mortalmente.
  - Seis dias depois, o próprio Otaviano e Aulo Hírcio vencem novamente as forças de Marco Antônio na Batalha de Mutina, mas Hírcio morre em combate, deixando Roma sem nenhum dos dois cônsules.
  - Apesar das duas derrotas, Marco Antônio, Otaviano e Lépido firmam um acordo para governar Roma a partir daí, o chamado Segundo Triunvirato. Cícero, isolado, foi assassinado a mando de Marco Antônio em 7 de dezembro.
- Começa a Guerra Civil dos Liberatores entre os assassinos de Júlio César (liberatores) e os cesarianos.
  - Caio Trebônio, o procônsul da Ásia aliado dos liberatores, foi capturado por Públio Cornélio Dolabela, torturado e, após dois dias, decapitado.

## Mortes
- 7 de Dezembro - Cícero, escritor e político romano.
- Caio Trebônio, o primeiro dos assassinos de César a ser executado.